# 오와토나 시니어 고등학교

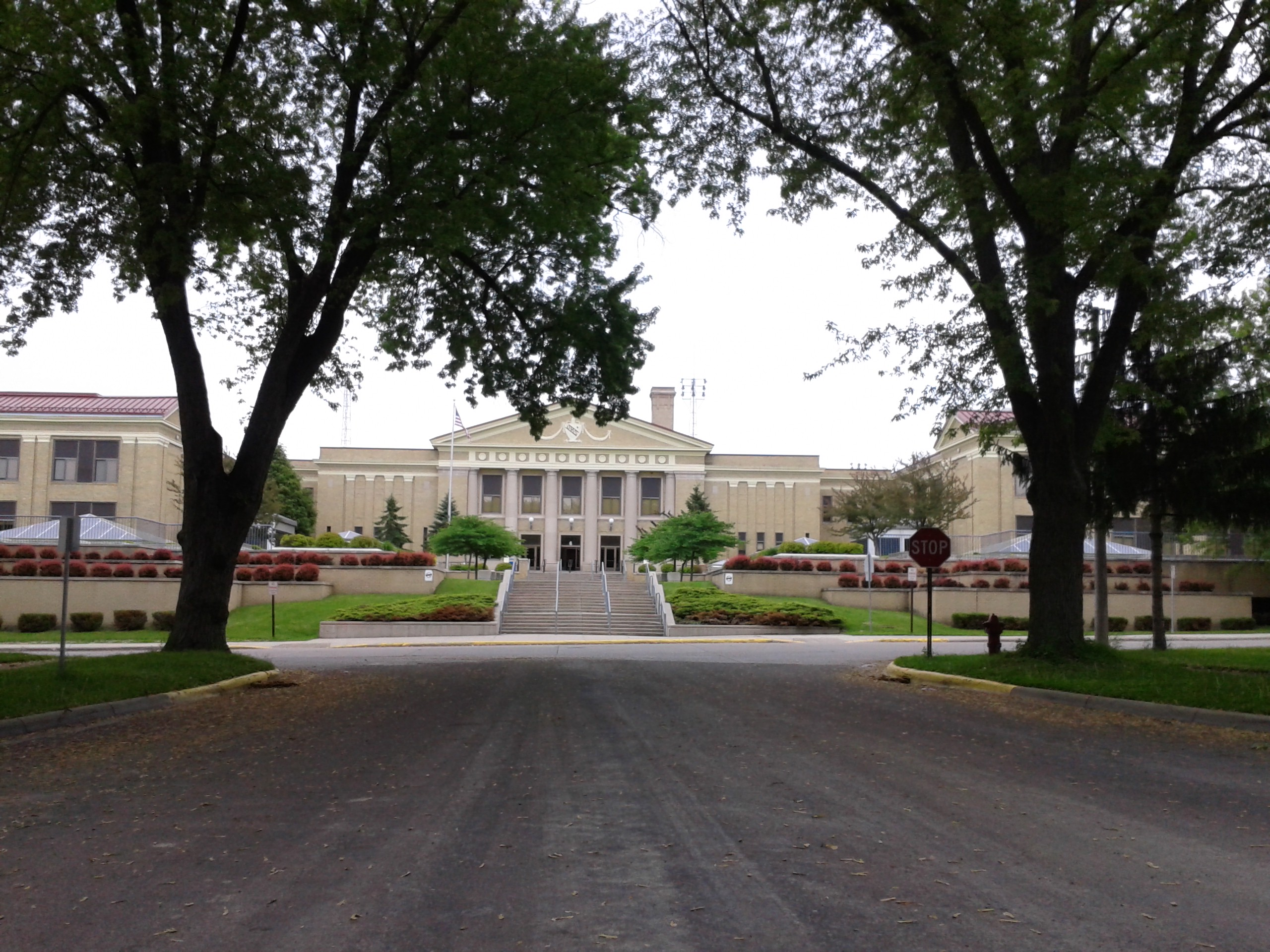

오와토나 시니어 고등학교(Owatonna Senior High School)는 미국 미네소타 주 오와토나에 있는 6년제 공립 고등학교이다. 1874년 첫 개교되었다.